# 披针叶杜英
披针叶杜英（学名：Elaeocarpus lanceifolius）为杜英科杜英属下的一个种。

## 扩展阅读
- 維基物種上的相關：披针叶杜英